# جسیکا (نام)
جسیکا نامی زنانه با ریشه عبری است.
این نام می‌تواند به افراد زیر اشاره داشته‌باشد:

## هنرمندان
- جاسمین جسیکا آنتونی، هنرپیشه آمریکایی
- جسیکا، هنرپیشه و خواننده آمریکایی
- جسیکا آلبا، هنرپیشه آمریکایی
- جسیکا آلوز، ستاره تلویزیونی برزیلی بریتانیایی
- جسیکا آندرسون، خواننده سوئدی
- جسیکا استروپ، هنرپیشه آمریکایی
- جسیکا استین، هنرپیشه کانادایی
- جسیکا اسکندر، هنرپیشه اندونزیایی
- جسیکا الن کورنیش، خواننده بریتانیایی
- جسیکا بارت، هنرپیشه آمریکایی
- جسیکا باردن، بازیگر بریتانیایی
- جسیکا براون فیندلی، هنرپیشه بریتانیایی
- جسیکا بوئس، هنرپیشه و خواننده آلمانی
- جسیکا بومن، هنرپیشه آمریکایی
- جسیکا بون، هنرپیشه آمریکایی
- جسیکا بیل، هنرپیشه آمریکایی
- جسیکا پارکر کندی، هنرپیشه کانادایی
- جسیکا پرونل، وکیل و بازیگر آمریکایی
- جسیکا پره، هنرپیشه کانادایی
- جسیکا تندی، هنرپیشه بریتانیایی آمریکایی
- جسیکا توک، هنرپیشه آمریکایی
- جسیکا تووی، هنرپیشه استرالیایی
- جسیکا جونگ، خواننده کره‌ای آمریکایی
- جسیکا چستین، هنرپیشه آمریکایی
- جسیکا چفین، هنرپیشه آمریکایی
- جسیکا دی‌چیکو، بازیگر و خواننده آمریکایی
- جسیکا دیگو، بازیگر استرالیایی
- جسیکا راث، هنرپیشه آمریکایی
- جسیکا رین، بازیگر انگلیسی
- جسیکا سانچز، خواننده آمریکایی
- جسیکا سنت کلیر، هنرپیشه آمریکایی
- جسیکا سوتا، موسیقی‌دان و خواننده آمریکایی
- جسیکا سولا، هنرپیشه بریتانیایی
- جسیکا سیریو، بازیگر آرژانتینی
- جسیکا سیمپسون، هنرمند آمریکایی
- جسیکا شوارتس، هنرپیشه آلمانی
- جسیکا فالک، نوازنده و خواننده سوئدی
- جسیکا کافیل، بازیگر و خواننده آمریکایی
- جسیکا کارلوس، هنرپیشه آمریکایی
- جسیکا کارن، بازیگر آمریکایی
- جسیکا کالینز، هنرپیشه آمریکایی
- جسیکا کامرون، بازیگر و کارگران کانادایی
- جسیکا کپشاو، بازیگر آمریکایی
- جسیکا کیپر، بازیگر، خواننده و مدل آمریکایی
- جسیکا گارلیک، خواننده بریتانیایی
- جسیکا لاندس، هنرپیشه و خواننده کانادایی
- جسیکا لنگ، هنرپیشه آمریکایی
- جسیکا لو، هنرپیشه آمریکایی
- جسیکا لوکاس، هنرپیشه کانادایی
- جسیکا لی روز، هنرپیشه آمریکایی
- جسیکا لینچ، هنرپیشه آمریکایی
- جسیکا لییدبرگ، هنرپیشه سوئدی
- جسیکا مائبوی، هنرپیشه و خواننده استرالیایی
- جسیکا مک‌نامی، هنرپیشه استرالیایی
- جسیکا مور، هنرپیشه ایتالیایی
- جسیکا موسکات، خواننده و بازیگر مالتی
- جسیکا نپیر، هنرپیشه استرالیایی
- جسیکا نیکول، بازیگر آمریکایی
- جسیکا والتر، هنرپیشه آمریکایی
- جسیکا والس، خواننده آلمانی
- جسیکا ویلیامز، هنرپیشه آمریکایی
- جسیکا هارپر، هنرپیشه آمریکایی
- جسیکا هارمون، هنرپیشه کانادایی
- جسیکا هاینس، هنرپیشه بریتانیایی
- جسیکا هکت، هنرپیشه آمریکایی
- جسیکا هنویک، هنرپیشه بریتانیایی
- جسیکا هولمز، کمدین و بازیگر کانادایی
- سارا جسیکا پارکر، بازیگر آمریکایی

## بازیگر پورنوگرافی
- جسیکا بانکوک، بازیگر پورنوگرافی آمریکایی
- جسیکا جیمز، بازیگر پورنوگرافی آمریکایی
- جسیکا دارلین، بازیگر پورنوگرافی آمریکایی
- جسیکا دریک، بازیگر پورنوگرافی آمریکایی
- جسیکا ریتسو، بازیگر پورنوگرافی ایتالیایی
- جسیکا سویت، بازیگر پورنوگرافی آمریکایی
- جسیکا می، بازیگر پورنوگرافی چکی

## ورزشکاران
- جسیکا استفنز، بازیکن واترپلو آمریکایی
- جسیکا اشوود، شناگر استرالیایی
- جسیکا امی، شناگر کانادایی
- جسیکا انیس-هیل، ورزشکار بریتانیایی در رشته هفتگانه
- جسیکا اوارا، بازیکن فوتبال فرانسوی
- جسیکا پگولا، بازیکن تنیس آمریکایی
- جسیکا جروم، اسکی‌باز آمریکایی
- جسیکا-جین اپلگیت، شناگر بریتانیایی
- جسیکا روسی، تیرانداز ایتالیایی
- جسیکا دگلائو، شناگر کانادایی
- جسیکا دیکنز، شناگر بریتانیایی
- جسیکا ساموئلسون، بازیکن فوتبال سوئدی
- جسیکا ساوونا، ژیمناست کانادایی
- جسیکا سیلوستر، شناگر بریتانیایی
- جسیکا شیپر، شناگر استرالیایی
- جسیکا کرکلند، بازیکن تنیس آمریکایی
- جسیکا کلارک، بازیکن فوتبال بریتانیایی
- جسیکا لانگ، شناگر روسی الاصل آمریکایی
- جسیکا لوپز، ژیمناست ونزوئلایی
- جسیکا مک‌دونالد، بازیکن فوتبال
- جسیکا مندوزا، بازیکن سافت‌بال آمریکایی
- جسیکا مور، تنیس‌باز استرالیایی
- جسیکا مونرو، قایقران روئینگ کانادایی
- جسیکا ول، شناگر اسپانیایی
- جسیکا هاردی، شناگر آمریکایی آمریکایی

## شخصیت خیالی
- جسیکا جونز
- جسیکا درو (اسپایدر وومن)
- جسیکا کروز

## دیگر
- جسیکا آلیس فاینمن وید، فیزیک‌دان بریتانیایی
- جسیکا استام، مانکن کانادایی
- جسیکا جکلی، مدیر عامل اجرایی اهل ایالات متحده آمریکا
- جسیکا ساویچ، گوینده اخبار، خبرنگار و روزنامه‌نگار آمریکایی
- جسیکا فیرستاد، شرکت‌کنندگان دوشیزه ایالات متحده
- جسیکا کاگان کوشمن، طراح جواهر و مد آمریکایی
- جسیکا گومز، مدل استرالیایی
- جسیکا لعل، مانکن هندی
- جسیکا میر، فضانورد آمریکایی
- جسیکا واتسون، جهانگرد استرالیایی
- جسیکا وایت، مدل آمریکایی
- جسیکا وایلد، زن‌پوش، چهره‌پرداز پورتوریکویی
- جسیکا هاسنر، فیلم‌نامه‌نویس و کارگردان اهل اتریش